# Walter Gorges
Walter Gorges (* 12. Januar 1922 in Damscheid; † 20. August 1971 in San Pedro Pescador, Spanien) war ein deutscher Postbeamter und Politiker der SPD. Von 1963 bis 1967 sowie erneut im Jahr 1971 gehörte er dem rheinland-pfälzischen Landtag als Abgeordneter an.

## Leben
Gorges besuchte die Volks- und die Mittelschule sowie das humanistische Gymnasium, welches er mit dem Abitur verließ. 1939 begann er als Beamter im Vorbereitungsdienst. Bereits 1941 wurde er außerplanmäßig zum Postinspektor ernannt, wurde allerdings bald darauf in den Kriegsdienst eingezogen und saß in amerikanischer und französischer Kriegsgefangenschaft.
1946 kehrte Gorges in seine Heimat und den Beruf zurück, er fungierte nunmehr als Amtsvorstehervertreter bei verschiedenen Postämtern sowie als Personalsachbearbeiter bei der Oberpostdirektion Koblenz und im Bundesministerium für Post- und Fernmeldewesen. 1955 wurde er zum Amtsvorsteher des Postamtes in Simmern ernannt, bis 1967 stieg er zum Postoberamtmann auf.
1971 wurde Gorges zum Vorsitzenden des Landesbeamtenausschusses des DGB Rheinland-Pfalz gewählt. In der Deutschen Postgewerkschaft gehörte er dem Gewerkschaftsausschuss und dem geschäftsführenden Bezirksvorstand in Koblenz an. Daneben fungierte er als ehrenamtlicher Richter am Finanzgericht Rheinland-Pfalz in Neustadt an der Weinstraße.

## Politik
Gorges beantragte am 28. April 1940 die Aufnahme in die NSDAP und wurde zum 1. September desselben Jahres aufgenommen (Mitgliedsnummer 7.708.389). 1956 wurde er Mitglied der SPD, ein Jahr später übernahm er den Vorsitz des Ortsvereins Simmern. Dort gehörte er dem Stadtrat an, wurde 1960 zum zweiten und 1964 zum ersten Beigeordneten gewählt. 1961 übernahm er den Vorsitz der SPD im Landkreis Simmern, nach der Kreisreform im Rhein-Hunsrück-Kreis. Er bekleidete im Kreistag den Fraktionsvorsitz und wurde 1969 zum zweiten Kreisdeputierten des Rhein-Hunsrück-Kreises ernannt. 1965 stieg er zum Vorsitzenden des SPD-Unterbezirks Rhein-Hunsrück-Mosel auf.
1963 wurde Gorges erstmals in den Mainzer Landtag gewählt. Dort gehörte er dem Rechtsausschuss an und fungierte als Schriftführer. Nach der Wahl 1967 schied er aus dem Parlament aus. 1971 zog er erneut ins Parlament ein, dem er bis zu seinem Tod drei Monate später angehörte. Sein Nachrücker war Willi Erkel.